# Браславец, Валентин Макарович
Валентин Макарович Браславец (14 февраля 1926, с. Шестерынцы Лисянского района совр. Черкасской области, — 25 декабря 1993, Новосибирск) — начальник Особого конструкторского бюро Новосибирского электровакуумного завода No 617 (1967—1975), лауреат Ленинской премии 1966 года.

## Биография
С 3 ноября 1943 по 1946 год служил в РККА (призван Петропавловск-Камчатским ГВК), 156-й запасной стрелковый полк, 54-й полк связи 25-й армии, Дальневосточный фронт, инженер-лейтенант. Участник войны с Японией. Награждён орденом Отечественной войны II степени (06.04.1985).
После демобилизации окончил радиотехнический факультет Томского политехнического института, выпускник кафедры электронных приборов.
Работал на Новосибирском заводе № 617 (электровакуумный завод), в 1967—1975 годах — начальник ОКБ (особого конструкторского бюро). Участвовал в разработке и освоении выпуска титано-керамических ламп сверхвысокочастотного диапазона волн для космических объектов, авиационной и ракетной техники; полупроводниковых приборов.
Кандидат технических наук (1970).
Ленинская премия 1966 года (в составе авторского коллектива) — за разработку специальных электронных приборов.
Похоронен на Заельцовское кладбище (квартал 65).